# Trăstikovo (reservoar)
Trăstikovo (bulgariska: Тръстиково) är en reservoar i Bulgarien.   Den ligger i regionen Oblast Varna, i den östra delen av landet, 400 km öster om huvudstaden Sofia. Trăstikovo ligger 49 meter över havet.